# Reyes Maroto
María Reyes Maroto Illera (Medina del Campo, 19 dicembre 1973) è una politica ed economista spagnola. Dal 7 giugno 2018 al 28 marzo 2023 è stata Ministro dell'industria, del commercio e del turismo nei governi Sánchez I e II.

## Biografia
Sebbene sia nata a Medina del Campo (provincia di Valladolid), i suoi genitori sono originari della cittadina di Ataquines, dove ha trascorso la sua infanzia e giovinezza. Si è laureata in Economia presso l'Università di Valladolid. Successivamente ha svolto un master in Economia e finanza presso il Centro di studi monetari e finanziari e un diploma post laurea in Valutazione della salute e accesso al mercato presso l'Università Carlos III di Madrid.
È professoressa presso il Dipartimento di Economia dell'Università Carlos III e membro dell'Institute for Gender Studies della stessa università.
Ha lavorato presso la Fondazione IDEAS tra il 2011-2013 come Responsabile dell'Area Economia, Sostenibilità e Benessere, in International Financial Analysts (AFI) tra il 2005-2010 come Responsabile dei progetti nell'area dell'Economia Applicata e Territoriale, in Assistenza tecnica QUASAR tra il 2003- 2005 come Project Director e tra il 1998-2003 presso la Foundation for Studies in Applied Economics (FEDEA) come ricercatore.

### Carriera politica
Candidata del Partito socialista operaio spagnolo (PSOE) per le elezioni autonome di maggio 2015 nella Comunità di Madrid, è stata eletta ed è diventata deputata dell'Assemblea di Madrid per la x legislatura, in cui è stata portavoce socialista della commissione per i bilanci, l'economia, le finanze e l'occupazione. Si è dimesso dal suo atto parlamentare all'Assemblea di Madrid il 6 giugno 2018. 
Maroto è stata scelta dal presidente del governo Pedro Sánchez per unirsi al suo nuovo consiglio dei ministri, formato dopo la mozione di censura che il PSOE ha effettuato il 1º giugno 2018 contro Mariano Rajoy. Felipe VI sancisce con decreto reale del 6 giugno la sua nomina a titolare del portafoglio di Industria, Commercio e Turismo; Maroto è entrata in carica il 7 giurando al Palazzo della Zarzuela. 
Il 28 marzo 2023, si dimette per concentrarsi sulle elezioni del sindaco di Madrid.